# Michel Barbeaux
Pour les articles homonymes, voir Barbeaux.
Michel Barbeaux, né le 6 décembre 1947 est un homme politique belge wallon, membre du cdH.
Il est bachelier en philosophie, candidat en droit et licencié et maître en sciences économiques à l'Université catholique de Louvain (UCLouvain). Il fut assistant à l'UNamur (FUNDP). Il est maître de conférences invité (UCLouvain); inspecteur général des Finances.

## Mandats
- 1974-1977 : conseiller au Centre d’études politiques, économiques et sociales (CEPESS)
- 1977-1979 : attaché de cabinet (vice-premier ministre et ministre de la Fonction publique)
- 1978-2000 : administrateur à “La Terrienne Ciney-Dinant-Rochefort” (logement social)
- 1979-1995 : conseiller, puis chef de cabinet adjoint (premier ministre)
- 1985-1995 : secrétaire du Comité de concertation gouvernement fédéral – gouvernement des communautés et des régions
- 1990-2001 : président de la Mutualité chrétienne de l’arrondissement de Dinant
- 1992-1998 : délégué du ministre des Finances auprès du Palais des Beaux-Arts
- 1994-     : vice-président de l’Intercommunale de développement Famenne-Condroz-Haute Meuse
- 1996-2000 : président du conseil d’administration de la Société publique d’administration des bâtiments scolaires (SPABS) (province de Namur)
- 1996-     : membre du comité de gestion du Fonds de garantie des bâtiments scolaires de la Communauté française
- 1998-2002 : secrétaire national du PSC pour les Services publics
- 1999-     : administrateur à la Société publique de gestion de l’eau (SPGE)
- 2000-     : vice-président de l’Alliance nationale des Mutualités chrétiennes
- 2001-     : président de la Mutualité chrétienne de la Province de Namur

## Carrière politique
- 1983-     : conseiller communal à Ciney ;
- 1995-1999 : membre du Conseil régional wallon ; 
  - membre du Conseil de la Communauté française ;
- 2000-2003 : sénateur élu directement
- 2006-     : échevin à Ciney

## Distinctions
- Officier de l'ordre de Léopold (11 mai 2003)
- Officier de l'ordre de la Couronne (15 novembre 1989)